# Jerocham
Jerocham (hebr. יְרֻחָם; arab. يروحام) – samorząd lokalny położony w Dystrykcie Południowym, w Izraelu. Leży w północnej części pustyni Negew.

## Historia
Osada została założona w 1951 roku przez imigrantów z Rumunii, Północnej Afryki i Iraku.

## Demografia
Zgodnie z danymi Izraelskiego Centrum Danych Statystycznych w 2006 roku w mieście żyło 8,5 tys. mieszkańców.
Populacja miasta pod względem wieku:
| Wiek (w latach) | Procent populacji w % |
| --------------- | --------------------- |
| 0-4             | 10,8%                 |
| 5-9             | 10,5%                 |
| 10-14           | 8,5%                  |
| 15-19           | 7,6%                  |
| 20-29           | 17,1%                 |
| 30-44           | 18,7%                 |
| 45-59           | 14,9%                 |
| ponad 60        | 11,8%                 |

Źródło danych: Central Bureau of Statistics.